# Mirjana Ognjenović
Mirjana Ognjenović (født 17. september 1953 i Zagreb) er en jugoslavisk/kroatisk tidligere håndboldspiller, som deltog i to olympiske lege i 1980'erne.

## Håndboldkarriere
Ognjenović spillede for RK Trešnjevka og RK Lokomotiva i Jugoslavien.
For det jugoslaviske landshold deltog hun i OL 1980 i Moskva, hvor de seks hold spillede alle-mod-alle. Her vandt Jugoslavien over alle andre hold end hjemmebanefavoritterne fra Sovjetunionen, der sikrede sig guldet med lutter sejre, samt DDR, som de spillede uafgjort med. Jugoslavien og Ognjenović fik sølv, da de havde en bedre målscore end DDR, der fik bronze. Hun spillede i alle fem kampe og scorede elleve mål.
Ved OL 1984 i Los Angeles var hun igen med til en turnering, hvor de fleste østeuropæiske hold med Sovjetunionen i spidsen boykottede legene. Som bronzevindere ved VM 1982 efter to af de hold, der holdt sig væk, var Jugoslavien nu store favoritter. Den første kamp, mod Vesttyskland, kun blev vundet med 20-19, men derpå var der ingen slinger i valsen, og med lutter sejre sikrede jugoslaverne sig guldet, mens Sydkorea fik sølv og Kina bronze. Hun spillede i alle fem kampe og scorede elleve mål.

## OL-medaljer
- 1984 Los Angeles –  Guld i håndbold damer Jugoslavien.
- 1980 Moskva –  Sølv i håndbold damer Jugoslavien